# Дніпродзержинський провулок (Київ)
Дніпродзержи́нський прову́лок — зниклий провулок, що існував у Дарницькому районі міста Києва, місцевість село Шевченка. Пролягав від Грузинської до Вірменської вулиці. 

## Історія
Провулок виник у 1940-х роках. Назва Дніпродзержинський провулок вживається з середини 1950-х років. Ліквідований у середині 1980-х років у зв'язку зі знесенням малоповерхової забудови села Шевченка.